# National Lottery Heritage Fund
O National Lottery Heritage Fund, anteriormente o Heritage Lottery Fund (HLF), distribui uma parte do financiamento da National Lottery, apoiando uma ampla gama de projetos de herança em todo o Reino Unido.

## História
Os órgãos predecessores do fundo eram o National Land Fund, estabelecido em 1946, e o National Heritage Memorial Fund, estabelecido em 1980. O órgão atual foi estabelecido como o "Fundo de Loteria do Patrimônio" em 1994. Foi renomeado como Fundo de Patrimônio da Loteria Nacional em janeiro de 2019.

## Atividades

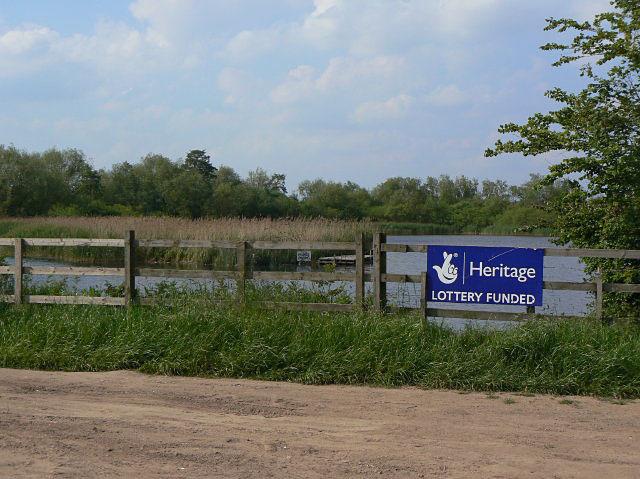
Esta placa indica um projeto financiado pela Loteria do Patrimônio

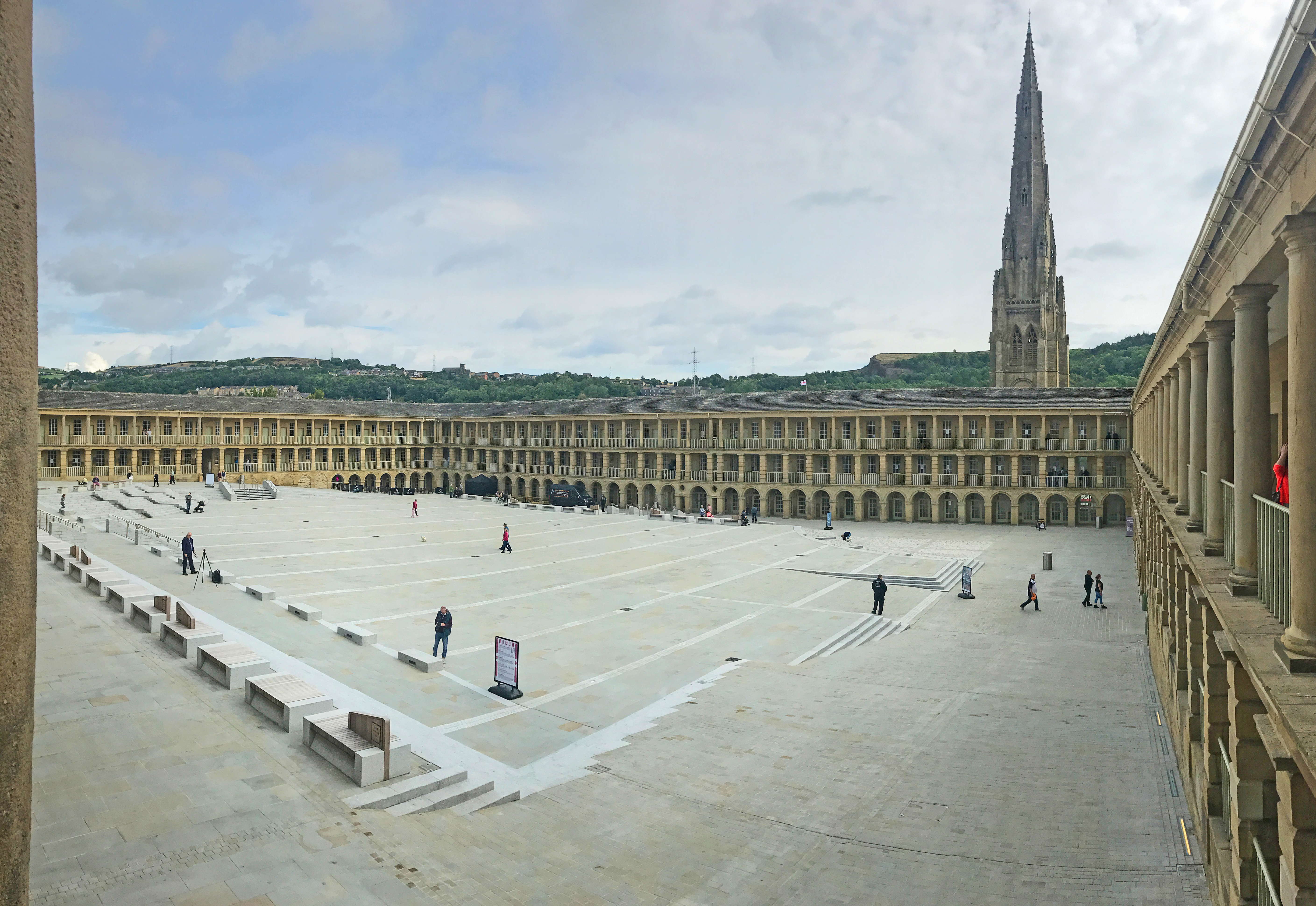
Uma concessão do Patrimônio viu a renovação do Piece Hall em Halifax, West Yorkshire

A receita do fundo provém da Loteria Nacional, que é administrada pelo Camelot Group. Seus objetivos são "preservar o diversificado patrimônio do Reino Unido, encorajar as pessoas a se envolverem com o patrimônio e ampliar o acesso e o aprendizado". Até 2019, havia concedido £7,9 bilhões para 43.000 projetos.
Em 2006, o Fundo do Patrimônio da Loteria Nacional lançou o programa Parques para as Pessoas com o objetivo de revitalizar parques e cemitérios históricos. De 2006 a 2021, o Fundo concedeu £254 milhões para 135 projetos.
Em janeiro de 2019, simplificou seus esquemas de financiamento sob um único banner - Concessões da Loteria Nacional para o Patrimônio - com prêmios de £3.000 a £5 milhões. Pedidos de financiamento para projetos acima de £5 milhões serão considerados como parte de duas competições nacionais de tempo limitado a serem realizadas em 2020–21 e 2022–23.
Seus caminhos de financiamento incluem o Fundo de Habilidades Digitais para o Patrimônio, um fundo de £3,5 milhões para subsídios para apoiar o voluntariado digital no setor de patrimônio, lançado em novembro de 2021.

## Estrutura
O presidente do conselho de curadores é nomeado pelo Primeiro Ministro; René Olivieri serviu como presidente interino a partir de janeiro de 2020 após a aposentadoria de Sir Peter Luff no final de 2019. Dr. Simon Thurley CBE, ex-Diretor Executivo do English Heritage, tornou-se presidente dos curadores em 1 de abril de 2021.
A diretora executiva de julho de 2016 a dezembro de 2021 foi Ros Kerslake OBE, ex-CEO do The Prince's Regeneration Trust. Em agosto de 2021, o Fundo anunciou que Ros Kerslake estaria se retirando no final de 2021. A Diretora Executiva desde janeiro de 2022 é Eilish McGuinness.
A sede do Fundo está em Londres e tem escritórios em outros lugares no Reino Unido.

## Projetos principais
Os principais projetos incluíram:
- Restauração do Kennet and Avon Canal em Somerset – concedido £25 milhões em 1996[17]
- Restauração do Heaton Park em Manchester – concedido £8.5 milhões em 1999[18][19]
- Criação do National Waterfront Museum em Swansea – concedido £11 milhões em 2002[20]
- Reforma da Kelvingrove Art Gallery and Museum em Glasgow – concedido £13 milhões em 2002[21]
- Restauração do Greenhead Park em Huddersfield – concedido £3.8 milhões em 2005[22]
- Renovação do Piece Hall em Halifax – concedido £13 milhões em 2012[23]
- Aquisição de Diana and Callisto de Titian para a National Gallery London e National Galleries of Scotland – concedido £3 milhões em 2012[24]